# 石鎚酒造
石鎚酒造株式会社（いしづちしゅぞう）は、愛媛県西条市氷見にある日本酒メーカーである。地酒「石鎚」で知られる。

## 概要
1920年（大正9年）に越智恒次郎が創業した。越智家は、元々隣町の新居浜市大生院にて14代にわたった庄屋であったが、西条市氷見に移り回船問屋を経て酒造業へ転身した。
1999年に杜氏の引退をきっかけに杜氏制を廃止して、当時としては珍しい蔵元一家での日本酒造りに切り替えた。以来、石鎚酒造では家族を中心に役割分担を行い、酒造りを行っている。
酒名である「石鎚」は、西条市の南部に位置する石鎚山に由来する。蔵元のある西条市は石鎚山系を源とする伏流水がそこかしこで湧き出す「名水の町」として知られており、「石鎚」の仕込み水にも、石鎚山系の伏流水が使用されている。

## 沿革
- 1920年 - 創業。
- 1999年 - 杜氏制を廃止して、家族中心の酒造りに切り替え。
- 2010年 - 特定非営利活動法人松実会とタイアップした純米大吟醸「松山の芸者さんがすすめるお酒」を発売[4]。
- 2012年 - 全日本空輸（ANA）の国際線ビジネスクラス機内食に「石鎚　純米吟醸　緑ラベル」が採用される（2013年5月末まで）[5]。
- 2022年 - 新銘柄「石鎚　純米大吟醸　∫ ―INTEGRAL―（インテグラル）」を発売[6]。
- 2024年 - ユニクロが全国の老舗酒蔵と連携し、オリジナルＴシャツを販売する「酒コレクションUT」の一環で石鎚酒造とのコラボTシャツを製作し販売開始[7]。